# Ruth Terry
Ruth Mae Terry (nacida Ruth Mae McMahon, 21 de octubre de 1920-11 de marzo de 2016) fue una cantante y actriz estadounidense de cine y televisión desde la década de 1930 hasta la década de 1960. Afirmaba que su nombre artístico provenía de Walter Winchell, que combinaba los nombres de dos jugadores de béisbol entonces famosos, Babe Ruth y Bill Terry.

## Primeros años
Terry nació en Benton Harbor, Michigan, hija de padres irlandeses-americamos, el Sr. y la Sra. M.E. McMahon Asistió a la escuela católica de San Juan en Benton Harbor.
Terry ganó varios premios por cantar antes de hacerlo con la Orquesta del Teatro Paul Ash a la edad de doce años. A esa misma edad, dejó su ciudad natal para cantar con la orquesta de Clyde McCoy.

## Carrera
La primera película de Terry fue Love and Hisses en 1937 con Walter Winchell, y en ese momento ganaba 400 dólares por semana. Su primer western fue Call of the Canyon con Gene Autry. Apareció en varias películas de Roy Rogers. Su película más conocida fue Pistol Packin 'Mama, basada en la canción del mismo nombre con Robert Livingston. Se retiró cuando se casó con su segundo esposo en 1966.
Mientras hacía películas, Terry continuó su carrera como cantante de manera limitada. El 15 de agosto de 1943, apareció como cantante invitada en El  Programa de Bob Crosby en la radio de la NBC.

## Vida personal
El 20 de junio de 1942, Terry y el piloto de pruebas John Martin se fugaron y se casaron en Las Vegas, Nevada. El 25 de octubre de 1947, ella se casó con John P. Gilmour, un canadiense. Un artículo del 8 de noviembre de 1947 en el periódico de su ciudad natal, The News-Palladium, informó: "Ha abandonado su carrera de actriz y ella, su marido y su hijo de cuatro años por un matrimonio anterior harán su hogar en St. Genevieve de Pierre Fonds, Quebec".
Terry era un republicano que apoyó a Dwight Eisenhower en las elecciones presidenciales de 1952.

## Muerte
Terry murió el 11 de marzo de 2016 a la edad de 95 años.

## Películas
| Year | Title                            | Role                        | Notes                                       |
| ---- | -------------------------------- | --------------------------- | ------------------------------------------- |
| 1937 | Love and Hisses                  | Hawaiian Specialty Singer   |                                             |
| 1938 | Zona Internacional               | Vera Dale                   |                                             |
| 1938 | Al Compás de Mis Recuerdos       | Ruby                        | 20th Century Fox                            |
| 1938 | Hold That Co-ed                  | Edie                        |                                             |
| 1939 | Wife, Husband and Friend         | Carol                       |                                             |
| 1939 | El Mastín de los Baskervilles    | Betsy Ann                   | No acreditada                               |
| 1939 | Hotel para Mujeres               | Craig's Receptionist        |                                             |
| 1939 | Con su Misma Arma                | Ann Seymour                 | United Artists                              |
| 1940 | An Angel from Texas              | Valerie Blayne              |                                             |
| 1940 | Baile Caliente                   | Irene                       |                                             |
| 1941 | Aires de Conga                   | Lovey Nelson, the Singer    | Columbia                                    |
| 1941 | Rookies on Parade                | Lois Rogers                 |                                             |
| 1941 | Cita de Amor                     | Edith Meredith              |                                             |
| 1942 | La Mujer Dormida                 | Sugar Caston                | Republic                                    |
| 1942 | Las Aventuras de Jimmy Valentine | Bonnie Forbes               | Republic                                    |
| 1942 | El Tren de la Muerte             | Katherine 'Kit' Carson      | Republic                                    |
| 1942 | Mujeres del Futuro               | Patty Flynn / Betty Reilly  | Republic                                    |
| 1942 | Heart of the Golden West         | Mary Lou Popen              | Republic                                    |
| 1943 | The Man from Music Mountain      | Laramie Winters             | Republic                                    |
| 1943 | La Dama del Velo                 | Jan Cornell                 | Republic                                    |
| 1943 | Amor con Amor se Paga            | Vicki Norris / Sally Benson | Republic                                    |
| 1944 | Cita en la Frontera              | Kim Adams                   | Republic                                    |
| 1944 | Jamboree                         | Ruth Cartwright             |                                             |
| 1944 | Goodnight, Sweetheart            | Caryl Martin                |                                             |
| 1944 | Tres Hermanitas                  | Hallie Scott                |                                             |
| 1944 | Sing, Neighbor, Sing             | Virginia Blake              |                                             |
| 1944 | Arrastrado al Delito             | Lola                        |                                             |
| 1944 | Serenata de Plata                | Susan Cermak                |                                             |
| 1945 | Steppin' in Society              | Lola Forrest                |                                             |
| 1945 | Los Farsantes                    | Therese Pidgeon             |                                             |
| 1945 | El Dichoso Engaño                | Carol Lambert               | Republic Robert Livingston y Aurora Miranda |
| 1947 | Smoky River Serenade             | Sue Greeley                 | Columbia                                    |
| 1962 | La Mano de la Justicia           | Woman with Packages         |                                             |
| 1964 | Los Nuevos Internos              | Carolyn's Mother            | No acreditado, (papel final de la película) |